# Wow (Superbus)
Wow è il terzo album in studio del gruppo musicale power pop francese Superbus, pubblicato nel 2006.

## Tracce
1. Le Rock à Billy – 2:01
2. Ramdam – 3:16
3. Butterfly – 3:52
4. Over You – 2:43
5. Lola – 2:58
6. Tiens Le Fil – 2:01
7. Un Peu De Douleur – 2:47
8. Let Me Hold You – 3:15
9. On Monday – 4:21
10. Travel the World – 3:47
11. Jenn Je T'aime – 3:16
12. Ça Mousse – 3:11

## Classifiche
| Classifica | Posizione raggiunta |
| ---------- | ------------------- |
| Francia    | 6                   |